# Tooth and Nail (album de Billy Bragg)
Pour les articles homonymes, voir Tooth and Nail.
Albums de Billy Bragg
Mr Love and Justice
(2008)
Tooth and Nail est un album de Billy Bragg sorti en 2013.

## Enregistrement
Tooth and Nail est enregistré dans des conditions live en l'espace de cinq jours à Pasadena, dans le studio du producteur californien Joe Henry (en). Billy Bragg considère qu'il s'inscrit dans la lignée de Mermaid Avenue, une série d'albums dans lesquels il interprétait des paroles de Woody Guthrie accompagné du groupe Wilco.

## Réception
À sa sortie, Tooth and Nail se classe no 13 des ventes au Royaume-Uni. Il bénéficie d'un score de 75 % sur l'agrégateur Metacritic, qui représente la moyenne des notes attribuées par vingt-trois critiques.

## Titres
Toutes les chansons sont de Billy Bragg, sauf mention contraire.
1. January Song – 2:19
2. No One Knows Nothing Anymore – 4:31
3. Handyman Blues – 3:03
4. I Ain't Got No Home (Woody Guthrie) – 3:33
5. Swallow My Pride – 2:50
6. Do Unto Others – 4:08
7. Over You (Billy Bragg, Joe Henry (en)) – 3:15
8. Goodbye, Goodbye – 3:16
9. There Will Be a Reckoning – 3:30
10. Chasing Rainbows – 3:39
11. Your Name on My Tongue (Billy Bragg, Joe Henry) – 4:50
12. Tomorrow's Going to Be a Better Day – 3:10
13. Home – 3:23

## Musiciens
- Billy Bragg : chant, guitare acoustique
- Jay Bellerose : batterie, percussions
- Greg Leisz : guitare slide, guitare pedal steel, guitare acoustique, dobro, mandoline
- David Piltch : basse
- Patrick Warren : piano, autoharpe, harmonium